# 锡金长尾鼩
锡金长尾鼩（学名：Soriculus nigrescens）为鼩鼱科长尾鼩属的动物。在中国大陆，分布于西藏等地，常见于山地森林以及灌木丛岩堆。该物种的模式产地在印度大吉岭。

## 亚种
- 锡金长尾鼩指名亚种（学名：Soriculus nigrescens nigrescens），Gray于1842年命名。在中国大陆，分布于西藏等地。该物种的模式产地在印度大吉岭。[2]